# Vincenzo Ludovico Gotti
Vincenzo Ludovico Gotti (nacido en Bolonia el 5 de septiembre de 1664 - † 18 de septiembre de 1742) fue un cardenal y teólogo.
Educado por los jesuitas, entró en la Orden dominicana a la edad de dieciséis años. Después estudió en Salamanca, España, fue asignado a varios puestos en los cuales enseñó teología y filosofía primero en Mantua y luego en Bolonia, Italia. En 1708, fue elegido Prior del monasterio dominicano en Bolonia. El 30 de abril de 1728, el Papa Benedicto XIII lo hizo Cardenal presbítero y lo designó Patriarca de Jerusalén (fue sucedido en este cargo por Pompeo Aldrovandi). 
Juntos con Charles René Billuart, Gotti era el defensor principal de la escuela Tomista en su tiempo. Sus escritos incluyen varias polémicas contra los Luteranos y calvinistas así como comentarios a obras de Santo Tomás de Aquino. Participó en el cónclave de 1740.
- Datos: Q2561086
- Multimedia: Vincenzo Ludovico Gotti / Q2561086